# Løsetstranda

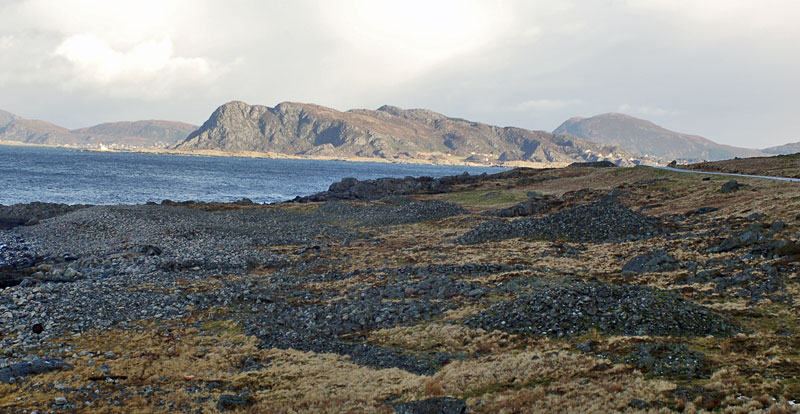
Das Grabfeld von Løsetstranda

Løsetstranda ist ein Küstenabschnitt der westnorwegischen Insel Gurskøya bei der Ortschaft Moltustranda in der Gemeinde Herøy. Løsetstranda besitzt mit seinen 63 Steinhügelgräbern eines der größten bronzezeitlichen Gräberfelder Norwegens.
Die Hügelgräber sind aus Steinen gebaut, die man am Strand fand. Die ältesten stammen aus der frühen Bronzezeit. Bei Ausgrabungen in einem der großen Steingräber wurden Scherben aus Asbestkeramik gefunden, die in die jüngere Bronzezeit bzw. ältere Eisenzeit datiert wurde. Gegen Ende der älteren Eisenzeit wurden um die bestehenden Grabhügel weitere Gräber angelegt. So entstand das Gräberfeld von Løsetstranda wie es heute erhalten ist.
Die früheste historische Quelle aus dem Jahr 1603 berichtet von dem Bauernhof Løset, der gegen Ende des 18. Jahrhunderts durch einen Steinschlag zerstört wurde. Zwischen den Steinhügeln finden sich noch Spuren der alten Landwirtschaft.
Die vorgeschichtlichen Kulturdenkmäler in Løsetsranda stehen unter Denkmalschutz. Das Gräberfeld steht auf der Liste des Norwegischen Kulturrats über die wertvollsten Denkmäler des Landes.
Koordinaten: 62° 17′ N, 5° 33′ O